# Giải Hiệp hội các nhà phê bình phim người Mỹ gốc Phi 2011
Dưới đây là kết quả Giải Hiệp hội các nhà phê bình phim người Mỹ gốc Phi 2011.

## Giải thưởng
- Phim hay nhất:
  - 1. Tree of Life (Đoạt giải)
  - 2. Drive
  - 3. Pariah
  - 4. Rampart
  - 5. Shame
  - 6. Moneyball
  - 7. The Descendants
  - 8. A Better Life
  - 9. My Week with Marilyn
  - 10. The Help

| Hạng mục                          | Đối tượng nhận giải | Phim          |
| --------------------------------- | ------------------- | ------------- |
| Nam diễn viên chính xuất sắc nhất | Woody Harrleson     | Rampart       |
| Nữ diễn viên chính xuất sắc nhất  | Viola Davis         | The Help      |
| Đạo diễn xuất sắc nhất            | Steve McQueen       | Shame         |
| Kịch bản hay nhất                 | Ava DuVernay        | I Will Follow |
| Nam diễn viên phụ xuất sắc nhất   | Albert Brooks       | Drive         |
| Nữ diễn viên phụ xuất sắc nhất    | Octavia Spencer     | The Help      |
| Vai diễn bước ngoặt               | Adepero Oduye       | Pariah        |

Giải thành tựu đặc biệt: George Lucas, (Cinema Vanguard); Richard Roundtree, (AAFCA Legacy); Hattie Winston (AAFCA Horizon) and Institution, Sony Pictures Entertainment.